# Hans Gustaf Rålamb
Hans Gustaf Rålamb, född 14 september 1716, död 29 september 1790 på Fånö i Uppland, var en svensk friherre, hovman och författare.

## Biografi
Rålamb blev konduktör vid Fortifikationen och 1744 kammarherre. Eftersom han tillhörde hovpartiet var Rålamb i mindre utsträckning invecklad i de verksamheter, som ledde till försöket till statskupp 1756. Han beskyddade riksdagsbonden Lars Larsson, en bland upphovsmännen till ett tumultartat uppträde i bondeståndet 1755, och han försökte även hjälpa den i bergsmannen Landbergs upprorsplaner 1758 invecklade hovbetjänten Tiberg att fly. År 1759 utgavs den första delen av romanen En svensk adelsmans äventyr i främmande orter. Fortsättningen utkom först 1780 sedan Erik Erland Ullman på egen hand utgivit en liknande roman. Rålamb blev 1761 hovmarskalk och 1770 av ständerna förklarad berättigad till första lediga landshövdingesyssla, men han befordrades aldrig.